# Geijer
Cette page présente le nom de famille Geijer ainsi que ses variantes.
Geijer est un nom de famille suédois. 

## Étymologie
Ce nom de famille, comme le dit la tradition, vient d'Autriche (Geyer) qui est venu en Suède au début du XVIIe siècle. Du nom de famille sont venus les noms de famille af Geijerstam et von Geijer.

## Personnalités avec le nom de famille Geijer ou von Geijer
- Agnes Geijer (1898-1989), archéologue et historien textile
- Arne Geijer (1910–1979), présidente de LO et politique
- Bengt Reinhold Geijer (1758-1815) chimiste, PDG, minéralogiste et officier
- Bengt Gustaf Geijer (1682–1746), propriétaire de moulin
- Bror von Geijer (1816–1886), militaire et homme politique
- Christofer Wilhelm Geijer (1821–1890), propriétaire de moulin et homme politique
- Christoffer Geijer (mort en 1657), maire
- Erik Geijer (1883–1959), conseiller
- Erik Gustaf Geijer (1783–1847), auteur, poète, historien, compositeur
- Gottschalk Geijer (1850–1924), militaire
- Gösta Geijer (1857–1914), compositeur et auteur
- Herman Geijer (1871–1943), philologue
- Ingrid Geijer-Rönningberg (1895–1983), sculpteur
- Irma von Geijer (1873–1959)
- Jakob Fredrik Geijer (1823–1881), propriétaire de moulin et homme politique
- Karl Reinhold Geijer (1849–1922), philosophe, professeur
- Knut von Geijer (1864–1948), maire et homme politique
- Lennart Geijer (1909–1999), conseiller, homme politique, ministre de la justice, social-democrate
- Margit Geijer (1910–1997), auteur et artiste
- Martin Geijer (né en 1966), directeur et professeur de théâtre
- Mona Geijer-Falkner (1887–1973), comédien
- Oscar Geijer (1812–1898), pasteur et homme politique
- Per Geijer (1886–1976), minéralogiste et géologue, professeur
- Per Adolf Geijer (1841–1919), philologue
- Per Adolf Geijer (1767–1826), conseiller de guerre
- Reinhold Geijer (né en 1953), MBA et banquier
- Salomon Gottschalk von Geijer (1821–1904), militaire et propriétaire
- Vivianne Geijer (née en 1941), sculpteur
- Wilhelm Geijer (né en 1947), comptable
- Wilhelm von Geijer (1865–1930), lieutenant

## Personnalités avec le nom de famille af Geijerstam
- Bengt af Geijerstam (1902–1962), ingénieur et directeur de vol.
- Bengt Olof af Geijerstam (né en 1944), photographe.
- Brita af Geijerstam (née Gemmel) (1902–2003), auteure, traducteur et professeure de danse.
- Carl Fredrik af Geijerstam (1832–1886), propriétaire et homme politique.
- Carl-Erik af Geijerstam (1914–2007), auteur et traducteur.
- Christina af Geijerstam (née von Hofsten) (1779–1856), pianiste.
- Claes af (né en 1946), musicien, compositeur et animateur radio.
- Emanuel af Geijerstam (1730–1788), PDG et homme politique.
- Eva af Geijerstam (née en 1945), journaliste et auteure, critiqueuse de film.
- Gustaf af Geijerstam (1858–1909), auteur, dramaturge et commentateur social.
- Jan af Geijerstam (mort en 1951), journaliste, chercheur sur la mémoire industrielle, psychologue
- Karl af Geijerstam (1850–1899), ingenieur et auteur.
- Olof af Geijerstam (1800-1863), gouverneur.
- Peder af Geijerstam (né en 1983), cycliste sur longue distance.
- Ragnar af Geijerstam (1901–1946), auteur, scénariste et  traducteur.
- Sven af Geijerstam (1913–1990), officier et homme politique.